# 林登 (伊利諾伊州)
林登（英語：Lyndon）是位於美國伊利諾伊州懷特塞德縣的一個村落。

## 地理
林登的座標為41°43′01″N 89°55′23″W / 41.71694°N 89.92306°W，而該地最高點為海拔高度187米（即614英尺）。

## 人口
根據2010年美國人口普查的數據，林登的面積為2.02平方千米，當中陸地面積為2.02平方千米，而水域面積為0.00平方千米。當地共有人口648人，而人口密度為每平方千米320人。